# 相公堂子
相公堂子，在中国古代是指为男性提供性服务的男妓的场所和住所。此处的“相公”是男妓的意思。

## 历史
中国清代的北京城，孌童的風氣猖獗，乾隆年間，將內城相公堂子趕出內城，堂子遂在八大胡同處聚集，乾隆八十大壽，四大徽班進京，在此落腳形成京劇，亦助長八大胡同官員狎妓歪風。